# Ćitor

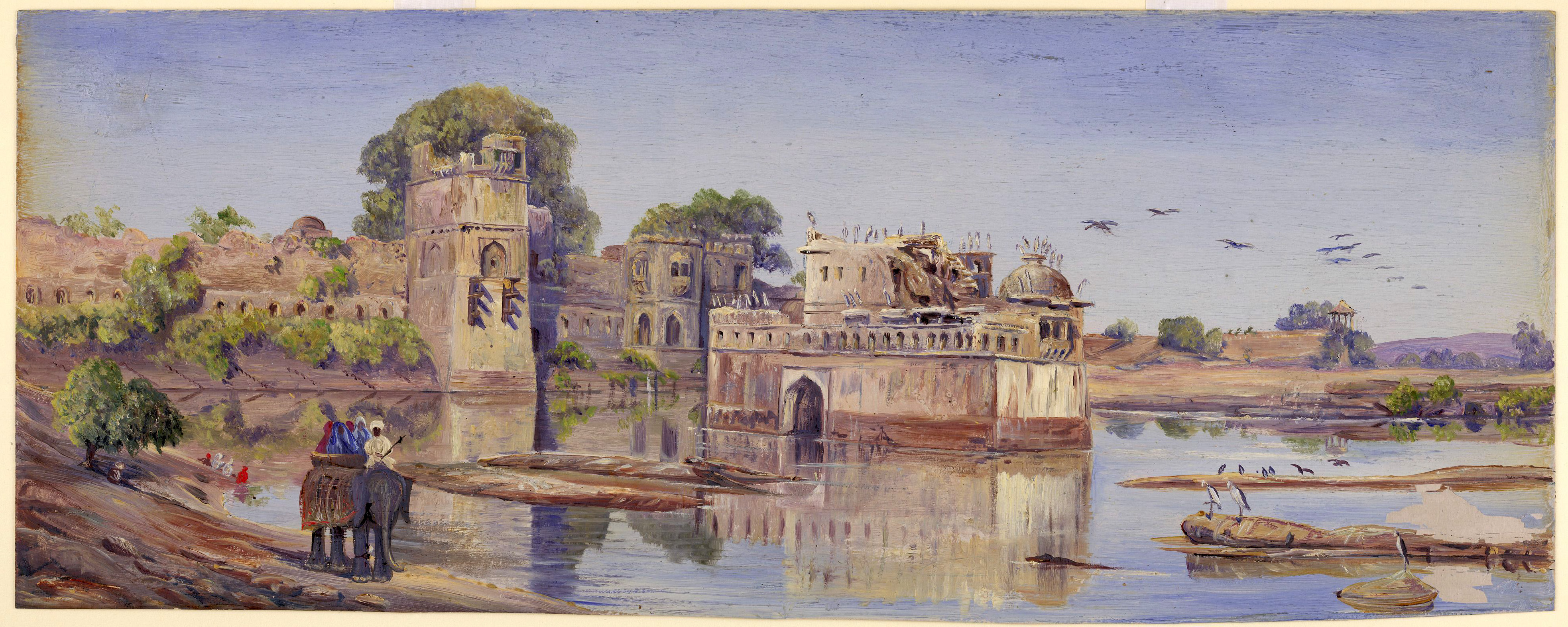
Pałac Padmini, obraz olejny z 1878 roku

Ćitor lub Chittaur (hindi चित्तौड दुर्ग Ćittaur Durg) – radżpucki fort w indyjskim mieście Chittaurgarh w Radżastanie, zbudowany w VIII wieku przez lokalnego władcę Chitrangada Mori. W 1303 roku zdobyty przez sułtana Delhi Alauddina Childżiego, pragnącego zdobyć słynącą z urody księżniczkę Padmini. Padmini wraz z damami dworu popełniła dźohar, rytualne samobójstwo. Chociaż twierdza została póździej odzyskana przez Radżputów, w 1535 zdobył ją sułtan Gudżaratu Bahadur Szach. Ponownie dżohar popełniło 13 tysięcy kobiet.